# 反猛毒
反毒液（英語：Anti-Venom），又名血清，是一種在漫威漫畫中的虛構外星生命體，是猛毒的後代，由作家丹·斯洛特和藝術家小約翰·羅米塔創作。反猛毒首次於《神奇蜘蛛人》#569中登場。

## 宿主

### 艾迪·布洛克
反猛毒於2008年的漫畫故事《新的死亡方式》中首次登場。艾迪·布洛克在負極先生經營的一家粥廠找到工作，艾迪在不知不覺中被他治癒了癌症，艾迪認為這是一個奇蹟。艾迪被猛毒的現任宿主蠍子人攻擊後，猛毒試圖與艾迪團聚，但艾迪的皮膚對共生體來說具腐蝕性，他被一個新的白色共生體所包圍，這個共生體是從曾經在他體內寄生的猛毒留下的殘餘物中混合出來，與艾迪的白血球結合在一起，包含負極先生的治療能量成為了反猛毒。

### 閃電·湯普森
史蒂芬博士使用反猛毒的共生體元素為猛毒的中毒性休克症候群創造出一種新的治療方法，當高濃度的血清暴露於與閃電·湯普森結合的猛毒共生體時，反猛毒重生了。

## 能力
與其他共生體不同，反猛毒對火焰、熱力和聲音的攻擊免疫，此外，反猛毒會使其宿主產生抗體，能“治癒”受放射性、寄生蟲、疾病和毒品等影響的人。在閃電·湯普森體內的反猛毒亦具有治療身體上的傷害的能力，但由於未能成功治癒蜘蛛人的輻射力量，因此反猛毒會抵消蜘蛛人的力量。
但反猛毒亦擁有一些弱點，它很容易受到諾曼·奧斯朋利用怪物的基因所創造的高濃度超級共生體所影響。此外，由於是負極先生的治療觸摸能力創造了反猛毒，因此其腐蝕性觸摸會干擾或阻止反猛毒的治療能力。同樣地，在蜘蛛島事件中得知，過度使用反猛毒的治療能力會導致反猛毒的力量減弱。

## 其他媒體

### 電視
- 《終極蜘蛛俠》：由馬特·蘭特爾配音[1]。

### 遊戲
- 《蜘蛛人：時間裂痕（英语：Spider-Man: Edge of Time）》[2]
- 《漫威：未來之戰》：反猛毒為猛毒的一款制服。
- 《蜘蛛人2》：遊戲後期作為「蜘蛛人」彼得·帕克的共生體戰衣登場。

## 外部連結
- Anti-Venom Symbiote （页面存档备份，存于）